# إدوين لي (لاعب كرة قدم)
إدوين لي (بالإنجليزية: Edwin Lee)‏ (1 يناير 1879 بليمم في المملكة المتحدة - ) هو لاعب كرة قدم بريطاني (وحمل سابقاً جنسية المملكة المتحدة لبريطانيا العظمى وأيرلندا) في مركز الهجوم. لعب مع مانشستر يونايتد.